# Онилівська сільська рада
Они́лівська сільська́ ра́да —колишня  адміністративно-територіальна одиниця та орган місцевого самоврядування у Захарівському районі Одеської області. Адміністративний центр — село Онилове.
У період 17 липня — 25 жовтня 2020 року відноситься до Роздільнянського району.  Дата ліквідації — 25 жовтня 2020 року.

## Загальні відомості
- Територія ради: 41,79 км²
- Населення ради: 631 особа (станом на 2001 рік)

## Населені пункти
Сільській раді підпорядковані населені пункти:
- с. Онилове
- с. Жигайлове
- с. Мала Топорівка

## Населення
Згідно з переписом 1989 року населення сільської ради становило 721 особа, з яких 312 чоловіків та 409 жінок.
За переписом населення 2001 року в сільській раді мешкало 627 осіб.

### Мова
Розподіл населення за рідною мовою за даними перепису 2001 року:
| Мова       | Відсоток |
| ---------- | -------- |
| українська | 93,5 %   |
| молдовська | 5,55 %   |
| російська  | 0,63 %   |
| болгарська | 0,16 %   |

## Склад ради
Рада складається з 12 депутатів та голови.
- Голова ради: Барабаш Сергій Олександрович
- Секретар ради: Васильєва Любов Павлівна

### Керівний склад попередніх скликань
| Прізвище, ім'я, по батькові  | Основні відомості                                                         | Дата обрання | Дата звільнення |
| ---------------------------- | ------------------------------------------------------------------------- | ------------ | --------------- |
| Васильєв Володимир Петрович  | Сільський голова, 1953 року народження, безпартійний                      | 26.03.2006   | 31.10.2010      |
| Барабаш Сергій Олександрович | Сільський голова, 1983 року народження, освіта вища, член Партії регіонів | 31.10.2010   |                 |

Примітка: таблиця складена за даними сайту Верховної Ради України

### Депутати
За результатами місцевих виборів 2010 року депутатами ради стали:

#### За суб'єктами висування
| Суб'єкт висування            | Кількість обраних депутатів | %    |
| ---------------------------- | --------------------------- | ---- |
| Партія регіонів              | 8                           | 66,7 |
| Самовисування                | 2                           | 16,7 |
| Соціалістична партія України | 2                           | 16,7 |

#### За округами
| № округу                     | Прізвище, ім'я, по батькові    | Дата визнання обраним | Освіта             | Партійна приналежність | Відомості про обраного депутата                      |
| ---------------------------- | ------------------------------ | --------------------- | ------------------ | ---------------------- | ---------------------------------------------------- |
| Партія регіонів              |                                |                       |                    |                        |                                                      |
| 1                            | Васильєва Галина Ростиславівна | 03.11.2010            | середня спеціальна | член Партії регіонів   | Онилівський фельдшерсько-акушерський пункт, фельдшер |
| 2                            | Михайлова Тетяна Миколаївна    | 03.11.2010            | середня спеціальна | член Партії регіонів   | Онилівська сільська рада, бухгалтер                  |
| 3                            | Єремея Валентина Борисівна     | 03.11.2010            | середня спеціальна | член Партії регіонів   | тимчасово не працює                                  |
| 4                            | Хакі Степан Георгійович        | 03.11.2010            | середня            | член Партії регіонів   | тимчасово не працює                                  |
| 7                            | Баранюк Клавдія Василівна      | 03.11.2010            | середня            | член Партії регіонів   | Онилівське відділення зв'язку, листоноша             |
| 8                            | Южбабенко Григорій Онисимович  | 03.11.2010            | середня            | член Партії регіонів   | тимчасово не працює                                  |
| 11                           | Подмазько Олександр Григорович | 03.11.2010            | середня            | член Партії регіонів   | тимчасово не працює                                  |
| 12                           | Гушан Федір Федорович          | 03.11.2010            | середня            | член Партії регіонів   | тимчасово не працює                                  |
| Соціалістична партія України |                                |                       |                    |                        |                                                      |
| 5                            | Байраченко Володамир Іванович  | 03.11.2010            | вища               | позапартійний          | приватний підприємець                                |
| 9                            | Байраченко Наталія Миколаївна  | 03.11.2010            | вища               | позапартійна           | Онилівська загальноосвітня школа І-ІІ ст., директор  |
| Самовисування                |                                |                       |                    |                        |                                                      |
| 6                            | Гуркуш Володимир Олександрович | 03.11.2010            | вища               | член Партії регіонів   | фермерське господарство, тракторист                  |
| 10                           | Васильєва Любов Павлівна       | 03.11.2010            | середня спеціальна | позапартійна           | Онилівська сільська рада, секретар                   |